# Chiesa di Madonna in Campagna

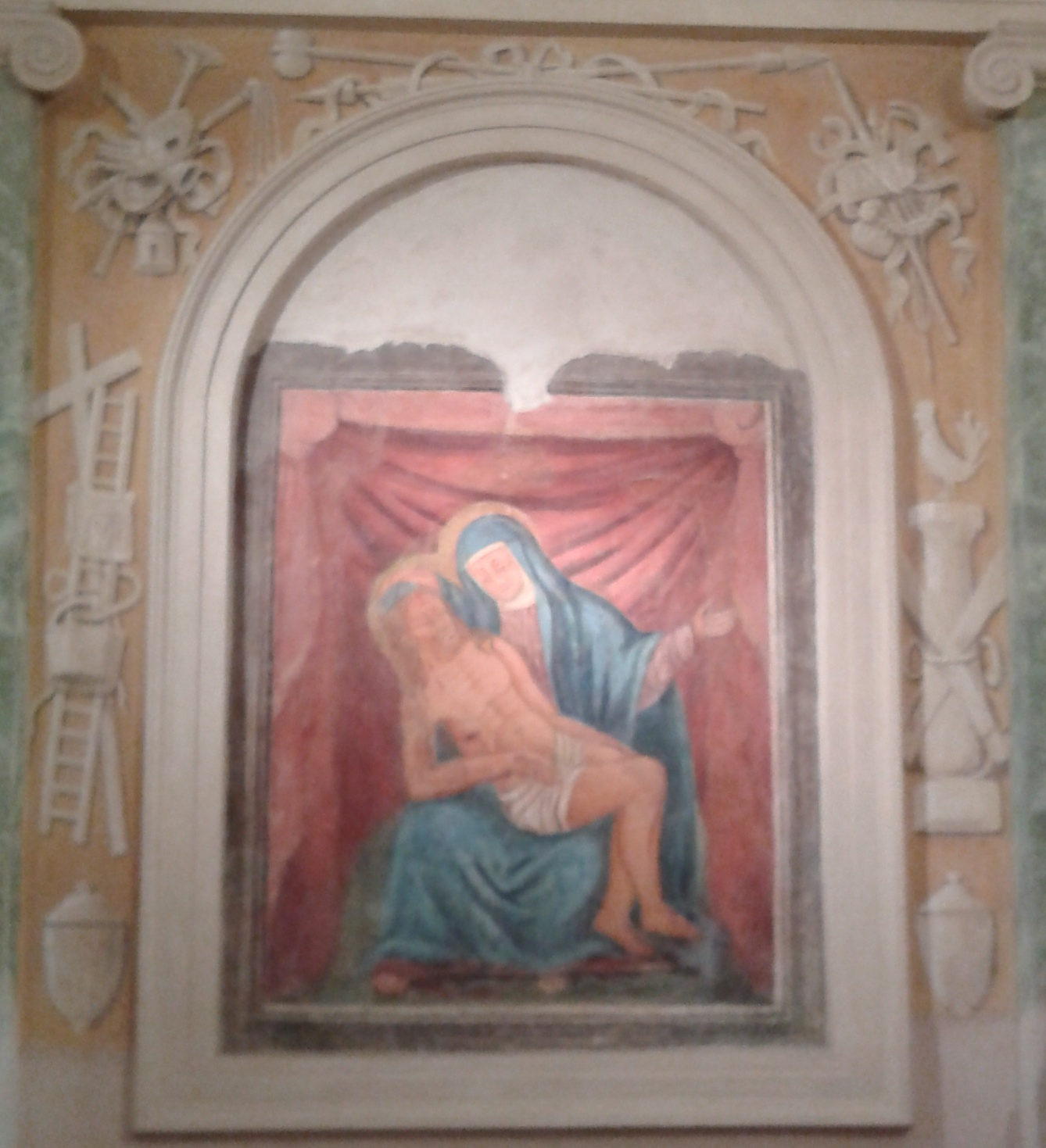
L'affresco della Pietà

La chiesa di Madonna in Campagna è un edificio religioso di Sacconago, frazione del comune di Busto Arsizio. È intitolata alla Madonna dei Sette Dolori.
All'epoca della sua costruzione sorgeva sulla strada detta in Longù, che collegava Sacconago con Lonate e Ferno. Il termine Longù deriva dal latino longorius che sta a significare "lungo palo": questo probabilmente perché un tempo il territorio intorno alla chiesa era occupato da boschi dai quali si ricavava il legno per la produzione, appunto, di pali.
La chiesa fu costruita su una precedente cappella di campagna, come dimostra il fatto che il cardinale Carlo Borromeo, in visita a Sacconago nel 1582 cita solo la chiesa parrocchiale e quella di San Donato, mentre la chiesa di Madonna in Campagna si ritrova in un documento di Giuseppe Pozzobonelli del 1753, indicata come "Beata Vergine Maria in campagna".
La costruzione della chiesa attuale risale al 1702 e si concluse nel 1704. Il 23 marzo 1704, giorno di Pasqua, fu benedetta da Stefano Custodi. Alla cerimonia era presente anche il console di Busto Arsizio Carlo Crespi. L'edificio venne decorato con un dipinto della Pietà. Il cardinal Pozzobonelli descriveva la chiesa con queste parole: "Volta a botte, pavimento di mattonelle, pareti intonacate e imbiancate all'interno, una porta nella facciata e due finestrelle ai lati. Sulla parete di fondo, il dipinto della Madonna che regge il corpo di Cristo morto". Sul lato sinistro della facciata della chiesa si trovava una campana sorretta da pilastri in muratura.
L'affresco della Pietà raffigura al centro Maria che sorregge con la mano destra Gesù, mentre la sinistra è sollevata e a palmo aperto. Dietro queste due figure si trovava uno sfondo raffigurante il Golgota con le tre croci vuote. Durante i restauri voluti dal parroco don Luigi Caimi sì scoprì però che in origine lo sfondo era molto più semplice: un unico drappo rosso, oggi riportato alla luce dai restauratori. Il dipinto risale al XV secolo, dunque la cappella precedente all'attuale chiesa era già presente nel Quattrocento.
La sagrestia risale alla seconda metà del XVI secolo. Da una descrizione del 1753 la chiesa risultava intonacata in affacciata e non sui due lati, mentre era ancora assente il portico che si trova oggi davanti all'ingresso, anche se durante i restauri della chiesa questo è sembrato essere in continuità strutturale con il corpo principale della chiesa (questo portico potrebbe risalire al XIX secolo).
L'attuale campanile a vela venne edificato nel 1950 e accolse la campana che fu donata dagli abitanti delle cascine vicine.
Oggi l'antica strada in Longù è solo parzialmente rimasta accanto alla chiesa, sostituita da strade in asfalto resesi necessarie in seguito ai rinnovamenti urbanistici dei primi anni del XXI secolo.